# Liam Lawson
Liam Lawson (Hastings, 11 februari 2002) is een Nieuw-Zeelands autocoureur. Sinds 27 maart 2025 is hij onderdeel van het Racing Bulls F1 team.

## Carrière

### Karting
Lawson begon zijn autosportcarrière in het karting op zevenjarige leeftijd. Hij nam deel aan verschillende kampioenschappen in zijn thuisland en won in 2014 twee nationale kampioenschappen. In 2015 maakte hij de overstap naar het formuleracing in de Nieuw-Zeelandse Formula First Manfield Winter Series bij het team Sabre Motorsport. Hij behaalde een overwinning en negen andere podiumplaatsen, waardoor hij tweede werd in het kampioenschap. Voor het hoofdkampioenschap van deze klasse kwam hij ook uit voor Sabre. Hij won een race en stond in twee andere races op het podium, waardoor hij zesde werd in het klassement als beste rookie. In 2016 maakte hij de overstap naar de Nieuw-Zeelandse F1600 Championship Series. In deze klasse werd hij met veertien overwinningen en een tweede plaats in vijftien races overtuigend de jongste kampioen in de geschiedenis van het kampioenschap.

### Formuleracing
In 2017 maakte Lawson zijn Formule 4-debuut in het Australische Formule 4-kampioenschap, waar hij aan deelnam voor het Team BRM. Hij won vijf races op de Sandown Raceway (tweemaal), de Barbagallo Raceway en Surfers Paradise (tweemaal). Hij stond in zeven andere races op het podium en werd zodoende achter Nick Rowe tweede in het eindklassement met 300 punten. Aan het eind van dat jaar nam hij deel aan de Mazda Road to Indy Shootout voor een plaats in de U.S. F2000. Hij was hier de snelste coureur, maar verloor de beurs uiteindelijk aan Keith Donegan.
In 2018 stapte Lawson over naar Europa om deel te nemen aan het ADAC Formule 4-kampioenschap bij het team Van Amersfoort Racing. Hij won twee races op de Lausitzring en behaalde op de Red Bull Ring een derde overwinning. Met zes andere podiumplaatsen werd hij achter Lirim Zendeli tweede in de eindstand met 234 punten. Aan het eind van dat jaar maakte hij zijn Formule 3-debuut in het Aziatische Formule 3-kampioenschap bij het team Pinnacle Motorsport tijdens het laatste raceweekend op het Sepang International Circuit. Hij domineerde dit raceweekend en behaalde in alle races de pole position, de snelste ronde en de overwinning. Hierdoor werd hij met 75 punten achtste in het klassement.
In 2019 begon Lawson het seizoen in de Nieuw-Zeelandse Toyota Racing Series, waarin hij uitkwam voor het team M2 Competition. Hij won vijf races op het Highlands Motorsport Park (tweemaal), het Hampton Downs Motorsport Park, het Bruce McLaren Motorsport Park en het Manfeild: Circuit Chris Amon. Met zes andere podiumplaatsen werd hij in de laatste race van het seizoen op Manfield gekroond tot kampioen met 356 punten, na een lange strijd met team- en landgenoot Marcus Armstrong.

#### Formule 3
Aansluitend maakte hij zijn debuut in het nieuwe FIA Formule 3-kampioenschap voor het team MP Motorsport en de Euroformula Open bij het Team Motopark. Tevens werd hij voor aanvang van het seizoen opgenomen in het Red Bull Junior Team. In de FIA Formule 3 behaalde hij twee podiumplaatsen op Silverstone en het Autodromo Nazionale Monza, waardoor hij met 41 punten elfde werd in de eindstand. In de Euroformula Open moest hij vanwege zijn verplichtingen in de FIA Formule 3 twee raceweekenden missen, maar in de resterende races behaalde hij vier overwinningen waardoor hij met 179 punten achter Marino Sato tweede werd in het klassement. Aan het eind van het jaar debuteerde hij in de Grand Prix van Macau voor MP en werd zevende in de hoofdrace.
In 2020 begon Lawson opnieuw zijn seizoen in de Toyota Racing Series, waarin hij opnieuw voor M2 Competition reed. Hij won vijf races en stond in vijf andere races op het podium, waardoor hij met 356 punten nipt tweede werd achter Igor Fraga. Tevens bleef hij dat jaar actief in de FIA Formule 3, maar stapte hierin over naar het team Hitech Grand Prix. Hij won drie races op de Red Bull Ring, Silverstone en het Circuit Mugello en stond in drie andere races op het podium. Met 143 punten verbeterde hij zichzelf naar de vijfde plaats in de eindstand.

#### Formule 2
In 2021 maakte Lawson de overstap naar de Formule 2, waarin hij zijn samenwerking met Hitech voortzette. Daarnaast maakte hij zijn debuut in de DTM bij het team AF Corse in een Ferrari 488 GT3 Evo 2020. In de Formule 2 won hij direct zijn eerste race op het Bahrain International Circuit. Dit bleek echter zijn enige zege van het seizoen te zijn. Wel stond hij in de resterende races nog twee keer op het podium. Met 103 punten werd hij negende in de eindstand. In de DTM kende hij een succesvol seizoen met drie overwinningen op Monza en de Red Bull Ring (tweemaal), inclusief nog zeven andere podiumfinishes. Voorafgaand aan de laatste race op de Norisring stond hij bovenaan in het kampioenschap, maar hij eindigde in de laatste race op grote achterstand als gevolg van een ongeluk met titelrivaal Kelvin van der Linde. Hierdoor werd hij in de eindstand ingehaald door de uiteindelijke kampioen Maximilian Götz, die hem met drie punten verschil (230 om 227) versloeg.
In 2022 bleef Lawson actief in de Formule 2, maar stapte hij over naar het team Carlin. Hij behaalde vier overwinningen op het Jeddah Corniche Circuit, het Circuit Paul Ricard, het Circuit de Spa-Francorchamps en het Yas Marina Circuit. In de rest van het seizoen stond hij nog zes keer op het podium. Met 149 punten werd hij achter Felipe Drugovich en Théo Pourchaire derde in het klassement. Op 26 augustus van dat jaar maakte hij tevens zijn Formule 1-debuut tijdens de eerste vrije training voor de Grand Prix van België, waar hij bij AlphaTauri de vaste coureur Pierre Gasly verving. Hij eindigde de sessie als negentiende. Ook stapte hij tijdens de eerste training in Grand Prix van Mexico-Stad in als vervanger van Yuki Tsunoda en reed hij in de eerste training in Abu Dhabi bij Red Bull als vervanger van Max Verstappen.

#### Super Formula
In 2023 stapt Lawson over naar de Super Formula, waarin hij met steun van Red Bull uitkomt voor het Team Mugen.

## Formule 1

### 2023
In 2023 verving Liam Lawson Daniel Ricciardo vanaf de derde vrije training van de GP van Nederland omdat deze het middenhandsbeentje van zijn linkerhand had gebroken tijdens de tweede vrije training. Ook tijdens de GP van Italië, de GP van Singapore, de GP van Japan en de GP van Qatar stond Lawson aan de start. In Singapore behaalde hij zijn eerste twee punten in de Formule 1.

### 2024
Op 26 september 2024 werd bekendgemaakt dat Lawson bij het RB F1 Team aangewezen is als vervanger van Daniel Ricciardo voor de laatste zes Grands Prix.
Op 19 december 2024 werd bekendgemaakt dat Lawson bij het team van Red Bull Racing aangewezen is als vervanger van Sergio Pérez.

### 2025
Vlak nadat alle Formule 1-coureurs op het circuit van Australië overstapten naar droogweerbanden, kwam er plotseling een flinke hoosbui. Meerdere coureurs schoten van het asfalt. Vrijwel iedereen kon doorrijden, maar Liam Lawson crashte en kon zijn weg niet vervolgen. Op 27 maart 2025 werd bekend dat Lawson na twee races weer werd teruggezet naar Racing Bulls F1 Team door tegenvallende resultaten in de kwalificaties en races in Australië en China. Yuki Tsunoda neemt zijn stoel over bij Red Bull Racing.

## Formule 1-carrière

### Teams
| Jaar/Jaren | Team                          |
| ---------- | ----------------------------- |
| 2022       | AlphaTauri (testcoureur)      |
| 2022       | Red Bull Racing (testcoureur) |
| 2023       | AlphaTauri                    |
| 2024       | Racing Bulls                  |
| 2025       | Red Bull Racing               |
| 2025       | Racing Bulls                  |

### Statistiek
Onderstaande tabel is bijgewerkt tot en met de  Grand Prix van Hongarije 2025.
|                       | 2023 | 2024 | 2025* | Totaal         |
| --------------------- | ---- | ---- | ----- | -------------- |
| Aantal races          | 5    | 6    | 13*   | 24 (24 starts) |
| Aantal zeges          | 0    | 0    | 0*    | 0              |
| Aantal pole-positions | 0    | 0    | 0*    | 0              |
| Aantal snelste rondes | 0    | 0    | 0*    | 0              |
| Aantal podiumplaatsen | 0    | 0    | 0*    | 0              |
| Aantal WK-punten      | 2    | 4    | 16*   | 22             |
| Eindstand WK          | 20   | 22   | 14*   |                |

* Seizoen loopt nog.

### Formule 1-resultaten
| Kleur  | Resultaat                       |
| ------ | ------------------------------- |
| Goud   | Winnaar                         |
| Zilver | Tweede plaats                   |
| Brons  | Derde plaats                    |
| Groen  | Gefinisht (punten behaald)      |
| Blauw  | Gefinisht (geen punten behaald) |
| Blauw  | Niet geklasseerd (NC)           |
| Paars  | Uitgevallen (DNF)               |
| Rood   | Niet gekwalificeerd (DNQ)       |

| Kleur   | Resultaat                              |
| ------- | -------------------------------------- |
| Zwart   | Gediskwalificeerd (DSQ)                |
| Wit     | Niet gestart (DNS)                     |
| Blanco  | Gewond (INJ)                           |
| Blanco  | Uitgesloten (EX)                       |
| Blanco  | Teruggetrokken (WD) / Niet deelgenomen |
| 1, 2, 3 | Sprint positie (punten behaald)        |
| P       | Poleposition                           |
| S       | Snelste ronde                          |

| Jaar | Inschrijving           | Chassis               | Motor             | 1       | 2      | 3      | 4      | 5      | 6       | 7      | 8     | 9      | 10      | 11    | 12      | 13     | 14     | 15    | 16     | 17     | 18    | 19    | 20     | 21    | 22     | 23     | 24      | Pos. | Punten |
| ---- | ---------------------- | --------------------- | ----------------- | ------- | ------ | ------ | ------ | ------ | ------- | ------ | ----- | ------ | ------- | ----- | ------- | ------ | ------ | ----- | ------ | ------ | ----- | ----- | ------ | ----- | ------ | ------ | ------- | ---- | ------ |
| 2022 | AlphaTauri             | AlphaTauri AT03       | Red Bull RBPTH001 | BHR 0   | SAR 0  | AUS 0  | EMI 0  | MIA 0  | SPA 0   | MON 0  | AZE 0 | CAN 0  | GBR 0   | OOS 0 | FRA 0   | HON 0  | BEL TC | NED 0 | ITA 0  | SIN 0  | JPN 0 | VST 0 | MXS TC | SAP 0 |        |        |         | -    | -      |
| 2022 | Oracle Red Bull Racing | Red Bull RB18         | Red Bull RBPTH001 |         |        |        |        |        |         |        |       |        |         |       |         |        |        |       |        |        |       |       |        |       | ABU TC |        |         | -    | -      |
| 2023 | AlphaTauri             | AlphaTauri AT04       | Honda RBPTH001    | BHR 0   | SAR 0  | AUS 0  | AZE 0  | MIA 0  | MON 0   | SPA 0  | CAN 0 | OOS 0  | GBR 0   | HON 0 | BEL 0   | NED 13 | ITA 11 | SIN 9 | JPN 11 | QAT 17 | VST 0 | MXS 0 | SAP 0  | LSV 0 | ABU 0  |        |         | 20   | 2      |
| 2024 | RB                     | RB VCARB 01           | Honda RBPTH002    | BHR 0   | SAR 0  | AUS 0  | JPN 0  | CHN 0  | MIA 0   | EMI 0  | MON 0 | CAN 0  | SPA 0   | OOS 0 | GBR 0   | HON 0  | BEL 0  | NED 0 | ITA 0  | AZE 0  | SIN 0 | VST 9 | MXS 16 | SAP 9 | LSV 16 | QAT 14 | ABU 17† | 21   | 4      |
| 2025 | Oracle Red Bull Racing | Red Bull RB21         | Honda RBPTH003    | AUS DNF | CHN 12 |        |        |        |         |        |       |        |         |       |         |        |        |       |        |        |       |       |        |       |        |        |         | 14*  | 16*    |
| 2025 | Racing Bulls           | Racing Bulls VCARB 02 | Honda RBPTH003    |         |        | JPN 17 | BHR 16 | SAR 12 | MIA DNF | EMI 14 | MON 8 | SPA 11 | CAN DNF | OOS 6 | GBR DNF | BEL 8  | HON 8  | NED 0 | ITA 0  | AZE 0  | SIN 0 | VST 0 | MXS 0  | SAP 0 | LSV 0  | QAT 0  | ABU 0   | 14*  | 16*    |

- † Uitgevallen maar wel geklasseerd omdat er meer dan 90% van de race-afstand werd afgelegd.
- * Seizoen loopt nog.